# Російська окупація Луганської області
Луганська область є місцем активних бойових дій у ході російсько-української війни з 2014 року. Більша частина регіону на південь від річки Сіверський Донець, включно з обласним центром містом Луганськом, протягом 2014—2022 років контролювалася російським маріонетковим квазі-державним утворенням «Луганська народна республіка», визнаним терористичною організацією в Україні. З початком російського вторгнення в Україну у лютому 2022 року Збройні сили Росії, включно із 2-м армійським корпусом «ЛНР» просунулись на північ області, взявши під контроль більшу частину  за винятком плацдарму на заході області у районі міст Сєвєродонецьк—Лисичанськ—Рубіжне, де найбільш запеклі бої точилися з березня до початку липня 2022 року.
3 липня українські захисники вимушені були відступити з Лисичанська, який лишався останнім великим населеним пунктом Луганщини, що станом на початок липня був підконтрольним Україні.
Станом на середину серпня під українським контролем лишалися два села Луганщини, навколо яких точилися бої.
Росія проводить політику зросійщення окупованих нею територій області — у школах викладають тільки російською мовою навіть у повністю українськомовних населених пунктах. Українські підручники опинилися під забороною, а охочі вчитися українською змушені робити це потай від окупаційної влади.

## Вторгнення 2022 року

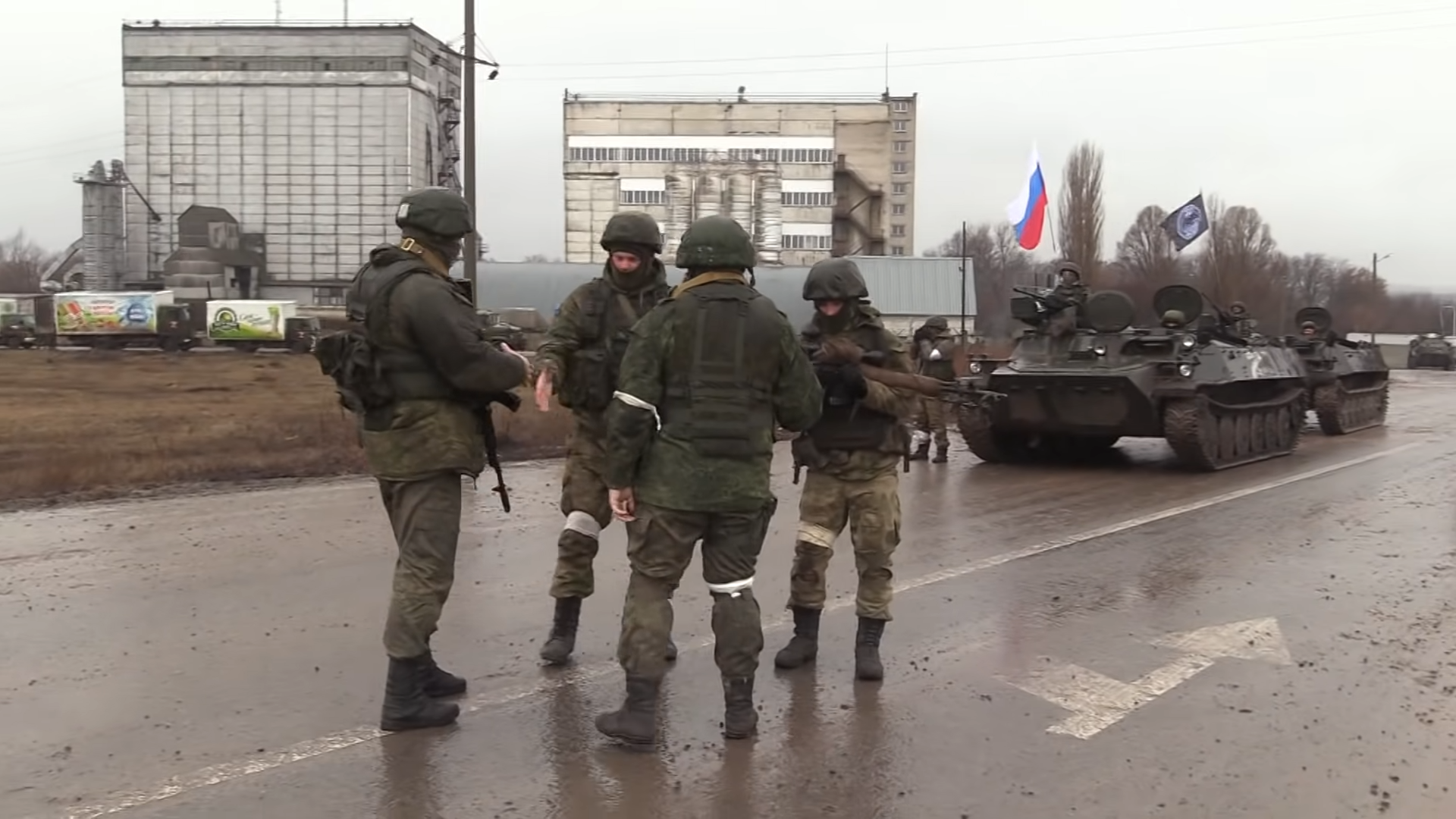
Російські війська в Новоайдарі у березні 2022 року.

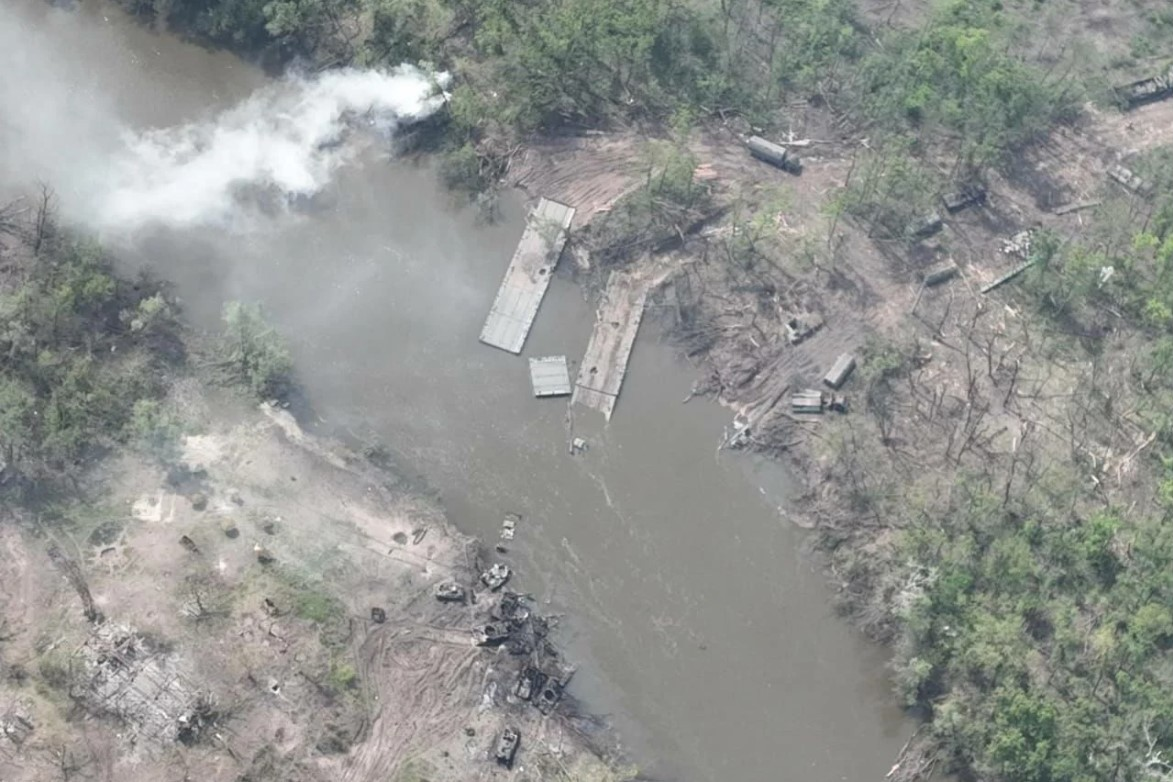
Зруйнована російська переправа через Сіверський Донець поблизу Білогорівки.

За свідченнями секретаря РНБО Олексія Данілова сухопутне вторгнення Росії до України розпочалося близько 3:40 24 лютого 2022 на ділянці кордону поблизу селища Мілове. Прорив державного кордону відбувся по лінії Красна Талівка—Городище—Мілове. Протягом 24-25 лютого точилися бої за Щастя і Станицю Луганську, які розташовані на лінії розмежування на лівому березі Сіверського Дінця, проте вже 26 лютого ці населені пункти були окуповані росіянами так само, як Трьохізбенка, Кримське та Марківка на півночі області.
Протягом перших днів вторгнення бої точилися не лише на лінії розмежування з тимчасово окупованою частиною Луганщини, але й у глибині області. Так, зокрема, 24-25 лютого українська армія вступила в бій з ворогом під Біловодськом, Новоайдаром, Старобільськом. 2 березня Новоайдар і Старобільськ були зайняті росіянами, які після попрямували у західному напрямку і наблизилися до Сєвєродонецька. 28 лютого жителі села Містки Сватівського району повідомили, що в село зайшли росіяни, які попрямували у бік Сватового, яке окупували 3 березня. Російські атаки супроводжувалися обстрілами населених пунктів, а цілями ставали місцеві мешканці і об'єкти цивільної інфраструктури.
Станом на 12 березня 70 % території Луганщини вже перебувало під контролем росіян. Оборона українських сил зосередилася на плацдармі на заході Луганщини у густонаселеному районі, де знаходиться тимчасовий обласний центр Сєверодонецьк з прилеглими містами Лисичанськ, Рубіжне, Попасна, Гірське, Кремінна. 18 квітня Україна втратила контроль над Кремінною, 8 травня росіяни зайняли Попасну, 14 травня окупували Рубіжне. Під час наступу росіяни завдавали містам значних руйнувань артилерією та авіанальотами, знищуючи житлові будинки та об'єкти цивільної інфраструктури.
Станом на 25 травня росіяни окупували 95 % Луганщини.

### Битва за Сєвєродонецьк

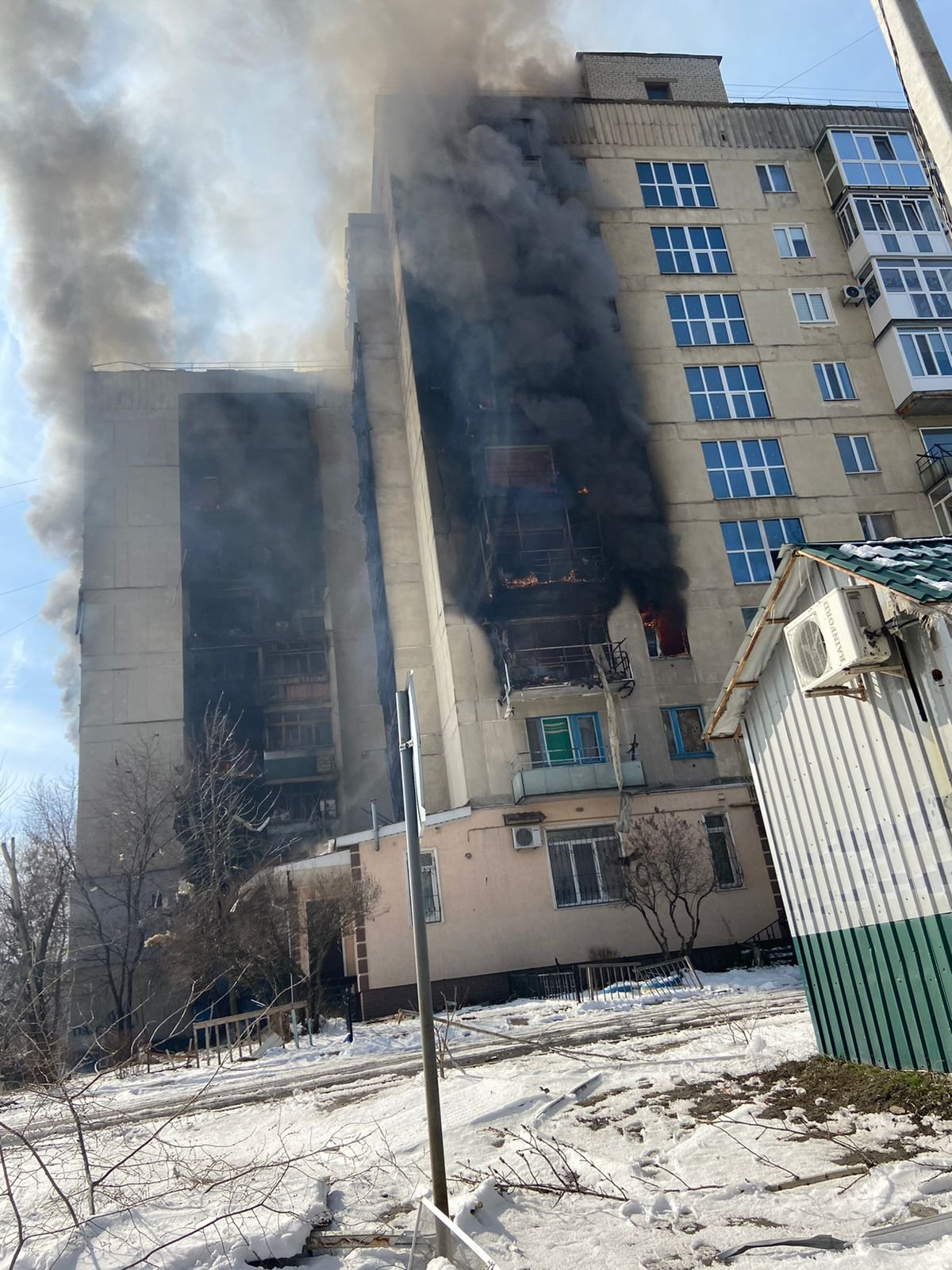
Житлові будинки Сєвєродонецька після обстрілу 13 березня.

З перших днів російського вторгнення Сєвєродонецьк перебував під обстрілами росіян. Найперші зіткнення відбулися 2 березня, проте наступ росіян успіху не мав. У квітні-травні росіяни сконцентрували ресурси на захоплення населених пунктів навколо Сєвєродонецька з подальшим форсуванням Сіверського Донця з метою оточення міста та просування на правий берег до Лисичанська. На початку травня у Луганській і Донецькій областях росіяни здійснили щонайменше 9 спроб форсувати річку, проте не змогли здійснити задумане. Під час спроби форсування під Білогорівкою 11 травня 17 ОТБр знищила щонайменше 80 одиниць техніки та 485 російських військових.
26 травня росіяни увійшли до міста й розпочали вуличні бої з українськими захисниками. 1 червня росіяни контролювали східну частину міста; голова Луганської ВЦА Сергій Гайдай поідомляв, що 70 % Сєвєвродонецька захоплені окупантами. На початку червня ЗСУ провели низку успішних контратак у місті, тимчасово встановивши контроль за половиною міста; можлива мета контратаки полягала в тому, щоб відволікти основні російські сили на Сєвєродонецьк, послабивши їх на інших напрямках. 14 червня стало відомо, що 3 мости через Сіверський Донець, які з'єднували Сєвєродонецьк з Лисичанськом зруйновані, а захисники міста вимушені були відступити до промзони й зайняти оборону на хімічному комбінаті «Азот».
Протягом усього часу боїв Сєвєродонецьк зазнавав жорстких артилерійських обстрілів і авіанальотів, неодноразово під атаками перебував комбінат «Азот», де були знищені ємності та склади з хімікатами. Під час оборони комбінату понад 500 цивільних осіб перебували у бомбосховищах підприємства, що втім не зупиняло бомбардування об'єкту росіянами. 24 червня росіянам вдалося захопити Гірське і Золоте південніше від Сєвєродонецька і Лисичанська, що призвело до посилення атак на місто й українські підрозділи були вимушені покинути промзону Сєвєродонецька через загрозу оточення. Надалі росіяни закріпилися у містечках-сателітах Сєвєродонецька на лівому березі Дінця: Сиротиному, Борівському та Вороновому.

### Бої за Лисичанськ

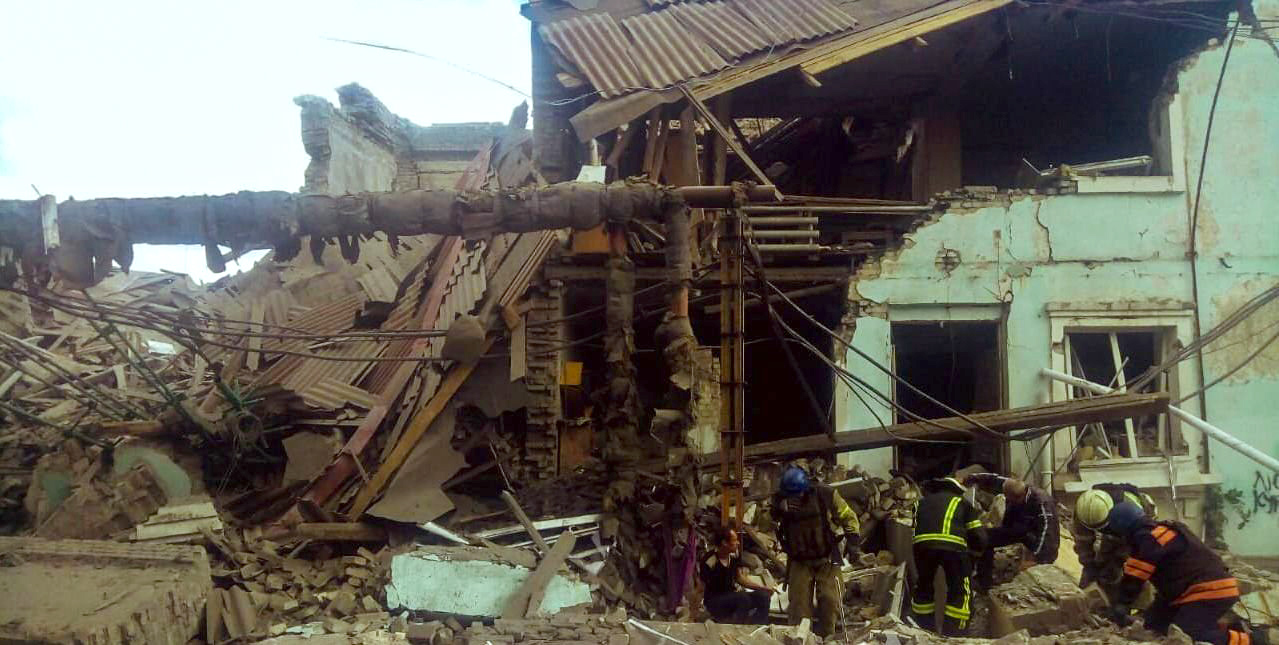
Лисичанськ після авіаудару 16 червня 2022 року.

Лисичанськ має стратегічне значення для російської армії в контексті подальшого наступу на північ Донецької області. Ключовим фактором у битві за Сєвєродонецьк і Лисичанськ є контроль над трасою Т 1302, яка сполучає Лисичанськ з Бахмутом і є шляхом постачання українських підрозділів на Луганщині.
Наприкінці червня росіяни зайняли низку сіл: Тошківку, Мирну Долину, Підлісне, Устинівку. Цей наступ дав можливість росіянам окупувати Золоте і Гірське, а також атакувати Лисичанськ з південного напрямку.
3 липня росіяни захопили Лисичанськ, після чого міністр оборони Росії Сергій Шойгу доповів президенту Володимиру Путіну, що уся територія Луганщини перейшла під контроль Росії, проте станом на середину серпня під контролем українських військ залишалися 2 села області.

### Український контрнаступ
Під час контрнаступу ЗСУ у Харківській області посилилися бойові дії й на Луганщині. 12 вересня Сергій Гайдай повідомив про визволення кількох сел в області, проте зазначив, що не може наразі їх називати; 19 вересня ЗСУ повністю взяли під контроль Білогорівку неподалік Лисичанська.
Станом на 9 жовтня після успішного визволення Лимана і деокупації півночі Донецької області Україна відновила контроль над кількома населеними пунктами у Сватівському районі Луганщини, а саме: Андріївка, Греківка, Надія, Невське, Новоєгорівка, Новолюбівка, Стельмахівка. 24 жовтня Збройні сили України відновили контроль над селами Кармазинівка, Невське і М'ясожарівка у Сватівському районі. Пізніше Кармазинівка була повторно окупована.

## Громадський спротив
Як і по всіх територіях України, куди вдерлися російські загарбники, у окупованих містах Луганщини протягом березня відбулися мирні стихійні мітинги проти окупантів. 2 березня проукраїнський мітинг відбувся у Старобільську, 3 березня — у Сватовому, 5 березня — у Білокуракиному, 6 березня — у Троїцькому. Мітинг у Новопскові, який відбувся 4 березня, росіяни розігнали силою.

## Рух опору
На території, контрольованій ЛНР, український рух опору діє з 2014 року. Протягом 2014—2015 років Володимир Жемчугов організував на окупованих територіях Луганщини кількадесят диверсій на залізницях, якими в ОРДЛО йшла військова техніка сепаратистів, допоки не був схоплений бойовиками після підриву на міні. 
Однією з цілей партизанів стали колаборанти: на чиновників, які перейшли на бік окупантів, було здійснено низку замахів. Так в січні 2015 року під час обстрілу автомобіля невідомими особами на трасі Первомайськ-Лисичанськ був вбитий Євген Іщенко, який був «мером» окупованого м. Первомайськ. У грудні 2015 року «отаман» підрозділу «Донських козаків» Павло Дрьомов, прямуючи на святкування власного весілля на викраденому у місцевого підприємця автомобілі, був підірваний закладеною в автомобілі вибухівкою.. А в лютому 2017 року в Луганську внаслідок підриву автомобіля в центрі міста був вбитий Олег Анащенко, начальник управління т. зв. «Народної міліції ЛНР».
Після початку російського вторгнення 2022 року на окупованих територіях почали поширюватись патріотичні графіті та антиокупаційні листівки та час від часу відбувалися диверсії на російських складах боєприпасів та інших інфраструктурних об'єктах, задіяних у забезпеченні російських військ, зокрема, неподалік Сватового було пошкоджено розподільчу коробку керування залізницею та підірвані ємності з паливом у депо.
Наприкінці квітня під час наради окупаційної влади у міській раді Кремінної стався вибух газу, ніхто не вижив. Однак окупаційні правоохоронні органи, які розслідували вибух, вважали, що це була диверсія. У Новоайдарі підпільники вбили місцевого громадського діяча, який передав російським військовим інформацію про проукраїнських активістів та ветеранів АТО.
У серпні у Біловодську було скоєно напад на призначеного Росією мера міста та його заступника — автомобіль, у якому вони перебували, був обстріляний, а самі пасажири отримали поранення. У Старобільську партизани підірвали автомобіль з іншим колаборантом — начальником місцевого МРЕВ.
У вересні в Луганську внаслідок спрацювання саморобного вибухового пристрою у будівлі прокуратури загинув генпрокурор «ЛНР». Разом із ним загинула його заступниця. Офіс Президента України спростував причетність України до вбивства колаборанта, вважаючи його внутрішніми кримінальними розбірками.